# 清母
清母（白一平轉寫：tsh-）是中古漢語的一個聲母，屬齒音精組，次清聲母。
所有清母字都是一等、三等或四等字。

## 擬音
因爲大多數漢語、域外方音、對音中，清母大多發/t͡sʰ/，所以學界一致擬爲/t͡sʰ/。
| 聲母 | 高本漢 | 李方桂 | 陸志韋 | 王力 | 周法高 | 李榮 | 邵榮芬 | 蒲立本 | 董同龢 | 鄭張尚芳 | 潘悟雲 | 《廣韻》字數 |
| ---- | ------ | ------ | ------ | ---- | ------ | ---- | ------ | ------ | ------ | -------- | ------ | ------------ |
| 清   | tsʰ    | tsʰ    | tsʰ    | tsʰ  | tsʰ    | tsʰ  | tsʰ    | tsʰ    | tsʰ    | tsʰ      | tsʰ    | 582          |

註：過往學界曾用逆撇號「ʻ」代表送氣音，後來國際語音學學會已規範以「ʰ」作爲清音送氣符號，上表亦依規範統一。

## 現代方言、語言中的讀音
在北京音系中，清母爲漢語拼音c[tsʰ]（洪音）或q[tɕʰ]（細音）。
在分尖團的方言如南京音系中，清母一律爲拼音c [tsʰ]。

## 參閱
廣韻查詢系統-清母 （页面存档备份，存于）